# Re Diez Minor
Re Diez Minor este o scară minoră bazată pe Re♯, constând din tonurile Re♯, Mi♯, Fa♯, Sol♯, La♯, Si și Do♯. Semnătura cheie are șase ascuțituri.
Majoritatea sa relativă este Fa-dies major (sau enarmonic Sol-bemol major). Paralelele sale majore, Re Diez Major, sunt de obicei înlocuite cu E-beat major, deoarece cele două duble-sharp ale D-sharp major îl fac imposibil de utilizat. Echivalentul său enarmonic, mi bemol minor, are același număr de bemol..

## Scala acorduri de grad
- Tonic - Re Diez Minor
- Supertonic - Mi Diez diminuat
- Mediant - Fa Diez Major
- Subdominant - Sol Diez Minor
- Dominant - La Diez Major
- Submediant - Si Major
- Subtonic - Do Diez Major

## Muzica In Re Diez Minor Re♯
Re Diez Minor este rar folosit ca tonalitate principală a pieselor în epoca clasică. Mai frecventă este notația în mi bemol minor, care este o cheie relativ ușor de gestionat pentru multe instrumente de alamă și instrumente de suflat. În cele 24 de tonuri canonice, majoritatea compozitorilor au preferat mi bemol minor, în timp ce Johann Sebastian Bach, Sergei Lyapunov și Manuel Ponce au preferat re diesis minor.
Din Claveta bine temperată de Bach, a opta fuga din cartea 1 și al optulea preludiu și fuga din cartea a doua sunt în re diesis minor; ambele fuga se termină cu o terță picardică, necesitând un FFormat:Music în acordul final în Re Diez Major..
A doua dintre cele 12 studii transcendentale ale lui Lyapunov („Ronde des Fantômes”) este, de asemenea, în Re Diez Minor..
Studiul lui Alexander Scriabin op. 8, nr. 12 este în această cheie, poate cel mai faimos exemplu.
Cea de-a doua mișcare din Sonata Grande a lui Charles-Valentin Alkan „Les quatre âges”, subtitrată Quasi-Faust, este, de asemenea, în Re Diez Minor (dar se termină în Fa Diez Major) și se modulează în tonuri și mai ascuțite pe parcurs, unele chiar fiind clape teoretice, cum ar fi Sol Diez Major și Re Diez Major
În câteva partituri, semnăturile cheie cu 6 diezi în cheia de bas sunt scrise cu ascuțișul pentru A pe linia de sus. [necesită citare]
În ciuda faptului că cheia este rar folosită în muzica orchestrală, altfel decât pentru modulare, nu este complet neobișnuită în muzica de la claviatura. Pentru orchestrarea muzicii pentru pian, unii teoreticieni recomandă transpunerea muzicii în re minor sau mi minor. Dacă trebuie să se folosească absolut Re Diez Minor, ar trebui să aveți grijă ca instrumentele de suflat BFormat:Music să fie notate în Fa minor, mai degrabă decât în E-sharp minor (sau instrumente G utilizate în schimb, oferind o tonalitate transpusă de Sol Diez Minor), și în mi minor, pentru a evita dublu diezi în semnătură. Între timp, coarnele E ar avea părți scrise cu o semnătură a cheii în si minor.

## Numele Ei In Engleza
D-Sharp Minor (E-Flat Minor)